# Message Passing Interface
Message Passing Interface (MPI) è un modello di programmazione e una libreria di standard per la comunicazione tra processi paralleli in calcolo ad alte prestazioni (HPC) e applicazioni distribuite. 
Lo standard, alla versione 3.1, definisce la sintassi delle chiamate MPI per i linguaggi C e Fortran.È ampiamente utilizzato per scrivere programmi paralleli che possono eseguire compiti simultaneamente su cluster di computer o supercomputer. Ecco alcuni punti chiave relativi a MPI:    Comunicazione tra processi: MPI è progettato per consentire la comunicazione efficiente tra processi paralleli. I processi possono essere eseguiti su diversi nodi di un cluster o su un singolo sistema multiprocessore.    Standardizzazione: MPI è uno standard, il che significa che le implementazioni MPI sono disponibili per una vasta gamma di piattaforme e linguaggi di programmazione, compresi C, C++, Fortran e altri.    Modello di programmazione: Gli sviluppatori utilizzano chiamate di funzione MPI per inviare e ricevere dati tra i processi, sincronizzare l'esecuzione e coordinare il lavoro parallelo.    Scalabilità: MPI è noto per la sua scalabilità, il che significa che può essere utilizzato con successo su sistemi con un numero variabile di processori, dalla cluster di poche macchine ai supercomputer più grandi.    Parallelismo esplicito: MPI richiede ai programmatori di specificare in modo esplicito le operazioni di comunicazione, il che offre un alto grado di controllo ma richiede una progettazione accurata dei programmi paralleli.    Affidabilità: MPI offre funzionalità per gestire situazioni di errore e recuperare da guasti, il che è essenziale per applicazioni ad alte prestazioni. MPI è ampiamente utilizzato in settori come la simulazione scientifica, la modellazione del clima, la ricerca scientifica, la crittografia e molte altre aree in cui è necessario elaborare grandi quantità di dati o risolvere complessi problemi matematici. Le implementazioni MPI sono disponibili in diverse librerie e ambienti di sviluppo e forniscono un modo potente per sfruttare l'elaborazione parallela e distribuita.

## Storia
Negli anni '80, con l'aumento della potenza di calcolo dei supercomputer e dei cluster di computer, è emersa la necessità di sviluppare nuovi modelli di programmazione per sfruttare appieno queste risorse. In questo contesto, sono emerse diverse librerie di comunicazione, ciascuna specifica per una piattaforma o un ambiente di sviluppo.    1988: MPI ha avuto origine da un'iniziativa di ricerca congiunta tra il "Argonne National Laboratory" e il "Mississippi State University". Questo sforzo ha portato allo sviluppo dei primi concetti di MPI come una specifica per la comunicazione tra processi paralleli.    1992: MPI-1 è diventato uno standard ufficiale. Questa prima versione standardizzava l'interfaccia di comunicazione e i principali metodi di comunicazione tra i processi paralleli. Ha stabilito le fondamenta per la programmazione parallela basata su MPI.    1995: MPI-2 è stato pubblicato come estensione di MPI-1, aggiungendo nuove funzionalità, come la comunicazione punto a punto remota, la comunicazione non bloccante e la gestione dinamica dei processi.    2008: MPI-2.2 è stato pubblicato come un aggiornamento minore, che ha incluso correzioni di errori e chiarificazioni.    2012: MPI-3 è stato rilasciato come una revisione significativa di MPI, aggiungendo nuove funzionalità come le operazioni atomiche, la gestione dei processi dinamica migliorata, miglioramenti alla comunicazione punto a punto e molto altro.
MPI è uno standard nato a seguito del lavoro di numerose persone appartenenti a diversi gruppi di ricerca. La nascita di un gruppo di lavoro sul progetto avviene nel 1992 presso la conferenza accademica Workshop on Standards for Message Passing in a Distributed Memory Environment. A seguito della creazione del MPI Forum nello stesso anno, il gruppo di lavoro ha prodotto il primo standard MPI 1.0 datato 5 maggio 1994. Successivamente si sono susseguite varie versioni, tra cui la 2.1 pubblicata a settembre 2008 e la 3.1 pubblicata a giugno 2015. Al 2020 la versione 3.1 è ancora l'ultima versione disponibile e nel 2019 è stata pubblicata la bozza della futura versione.

## Implementazioni
Diverse implementazioni software, sia Open Source che no, sono state create. Le principali sono:
- Open MPI
- MPICH
- LAM/MPI
- Intel MPI
- MS MPI